# Лавленд-Парк (Огайо)
Лавленд-Парк (англ. Loveland Park) — переписна місцевість (CDP) в США, в округах Воррен і Гамільтон штату Огайо. Населення — 1737 осіб (2020).

## Географія
Лавленд-Парк розташований за координатами 39°17′39″ пн. ш. 84°15′50″ зх. д. / 39.29417° пн. ш. 84.26389° зх. д. (39.294058, -84.263887).  За даними Бюро перепису населення США в 2010 році переписна місцевість мала площу 3,10 км², з яких 2,97 км² — суходіл та 0,13 км² — водойми.

## Демографія
Згідно з переписом 2010 року, у переписній місцевості мешкали 1523 особи в 587 домогосподарствах у складі 427 родин. Густота населення становила 491 особа/км².  Було 624 помешкання (201/км²).
Расовий склад населення:
| - 96,4 % — білих - 1,1 % — азіатів - 0,7 % — чорних або афроамериканців - 0,1 % — корінних американців |

До двох чи більше рас належало 0,9 %. Частка іспаномовних становила 2,6 % від усіх жителів.
За віковим діапазоном населення розподілялося таким чином: 25,2 % — особи молодші 18 років, 61,5 % — особи у віці 18—64 років, 13,3 % — особи у віці 65 років та старші. Медіана віку мешканця становила 42,2 року. На 100 осіб жіночої статі у переписній місцевості припадало 108,1 чоловіків;  на 100 жінок у віці від 18 років та старших — 101,6 чоловіків також старших 18 років.
Середній дохід на одне домашнє господарство  становив 76 344 долари США (медіана — 63 293), а середній дохід на одну сім'ю — 82 550 доларів (медіана — 64 931). Медіана доходів становила 62 964 долари для чоловіків та 41 063 долари для жінок. За межею бідності перебувало 2,1 % осіб, у тому числі 6,1 % дітей у віці до 18 років та 5,0 % осіб у віці 65 років та старших.
Цивільне працевлаштоване населення становило 677 осіб. Основні галузі зайнятості: освіта, охорона здоров'я та соціальна допомога — 27,3 %, науковці, спеціалісти, менеджери — 19,1 %, виробництво — 16,2 %.